# Erzulie
Erzulie ou Èzili est un lwa (esprit, divinité) du vaudou. Divinité de la beauté et de l'amour, elle incarne la figure du féminin, de l'amour, et du désir.

## Erzulie Freda
Erzulie Freda, ou Èzili Freda, est l'esprit de l'amour dans l'aspect Rada.
Elle est représentée le plus souvent sous l'apparence d'une très belle metisse au déhanchement enjoleur et provocateur, couverte de bijoux et de parfums. Elle est associée aux courtisanes de la vie mondaine et de ce fait, elle a plusieurs amants haut placés qui n'hésitent pas à lui rendre des services, mais ne tirent aucune rémunération de ses faveurs amoureuses. Elle est la femme de Ogoun, entretient des liaisons avec Agwé et avec Damballa ,,.
Elle est assimilée à la figure biblique de Marie dont elle emprunte aussi l'iconographie, plus spécialement celles de la mater dolorosa et de Notre-Dame du Mont-Carmel : voiles blanc et bleu, couronne d'or entourée de cœurs. Le cœur fait partie de ses symboles avec le miroir. Elle réclame pour offrandes des objets de toilette, des bijoux et des parfums, ainsi que des mets raffinés.

## Erzulie Dantor

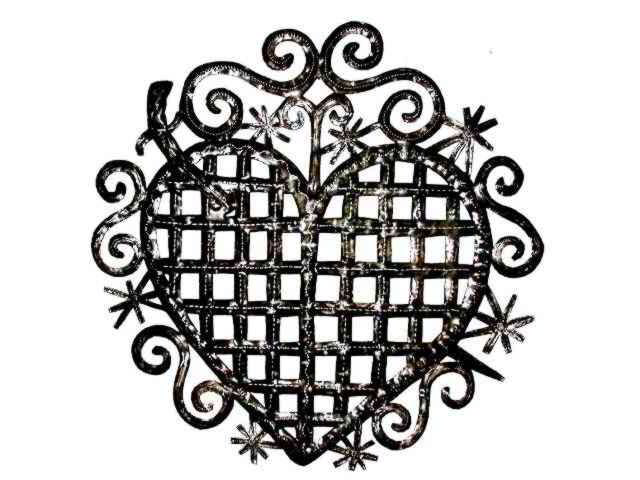
Vévé d'Ezili Dantor

Erzulie Dantor, Erzulie D'en Tort ou Èzili Dantò dans l'aspect Petro aide plus particulièrement les femmes.
En tant qu'Erzulie Dantor, elle est souvent représentée comme une femme balafrée aux formes épanouies, tenant de manière protectrice un enfant d'une main et tenant un couteau de l'autre.
C'est une guerrière, et plus particulièrement une féroce protectrice des femmes et des enfants. Elle est aussi la patronne des lesbiennes,.
Son symbole est un cœur transpercé d'un poignard.
On a avancé que les représentations d'Erzulie Dantor auraient pour origine des copies de l'icône de la Vierge noire de Częstochowa apportées par des soldats polonais lors de la révolution haïtienne à partir de 1802,,.

## Autres identifications
- Grann Erzulie, la grand-mère, l'une des doyennes des traditions vaudou, elle est la bénédiction( dogwé) divine de la terre et des loas danti.
- [13].
- Erzulie Zye Wouj, "yeux rouges"[14], l'amante passionnée, l'incontournable "Themis" du vaudou, force karmique des franc-ginen et l'une des entités vengeresse des "sectes rouges".
- Erzulie Mapyang, l'inflexible féminin et matronne .
- Erzulie Kaoulo, l'amoureuse en colère.

## Erzulie dans la culture populaire
- Erzulie apparait dans la série de comics WildCATS aux côtés de Papa Legba et Baron Samedi.
- Le pianiste et poète  Cecil Taylor a composé un album intitulé Erzulie Maketh Scent.
- Dans la série de comics Buffy contre les vampires, Erzulie est invoquée pour éliminer toute magie d'une salle.
- Dans la série [Meurtres au paradis], un épisode se déroule le jour d'Erzulie
- Dans Vernon Subutex - tome 2 (page 292), le personnage  de Gaëlle évoque son envie de se faire tatouer un Loas d'Erzulie Dantor.
- Le chanteur français Luidji y fait référence dans sa chanson Mauvaise nouvelle
- "Ezili" (issu de l'album "Potomitan") est un morceau composé par Sélène Saint-Aimé, contrebassiste, chanteuse et poète originaire de la Martinique.

## Sources
- Laënnec Hurbon, Les Mystères du vaudou, Paris, Éditions Gallimard, coll. « Découvertes Gallimard / Religions » (no 190), 1993, 176 p. (ISBN 978-2-0705-3186-8).
- Joan Dayan, « Erzulie: A Women's History of Haiti », Research in African Literatures, vol. 25, no 2,‎ 1994, p. 5–31 (ISSN 0034-5210, lire en ligne, consulté le 8 mars 2019)
- Erzulie sur Mythologica.fr